# Нгуен Шинь Шак
Нгуен Шинь Шак (вьет. Nguyễn Sinh Sắc, тьы-ном 阮生色), 1862—1929) — вьетнамский чиновник и общественный деятель, отец Хо Ши Мина.

## Биография
Родился в зажиточной семье в деревне Кимльен провинции Нгеан в 1862 году, был воспитан в духе конфуцианских традиций. Был женат на Хоанг Тхи Лоан (1868—1901), выросшей в семье приёмного отца и учительницы. У Нгуена Шинь Шака было в общей сложности 5 детей, четверо сыновей и одна дочь; наибольшую известность получил его третий сын, родившийся в 1890 году и получивший при рождении имя Нгуен Шинь Кунг, ставший впоследствии революционером и главой государства под именем Хо Ши Мин.
В 1894 году Нгуен Шинь Шак сдал экзамены на звание бакалавра, а в 1901 году получил чин фо банга (чиновника второго ранга) и занимал должность судьи в городе Куинён (провинция Биньдинь) до 1910 года. В 1910 году был снят с должности после скандала: человек, которого Нгуен приказал побить палками, умер через 2 месяца после экзекуции; Нгуена не признали виновным в его смерти, но сняли с должности, после чего он переехал в Сайгон.
В Сайгоне Нгуен Шинь Шак обучал конфуцианству журналистов и сотрудничал с известным просветителем Фан Тяу Чинем. Впоследствии Нгуен Шинь Шак занялся восточной медициной и общественной деятельностью, был инициатором Демократического движения буддийских монахов Кханьхоа, а также сотрудничал с организациями Молодёжной революционной лиги Вьетнама, базировавшимися в дельте реки Меконг.
Ближе к концу жизни Нгуен Шинь Шак поселился под фамилией Ван в деревне Хоа Хой Ан, где и скончался в 1929 году. Могила Нгуен Шинь Шака находится в городе Каолань, провинция Донгтхап, в этом городе ему установлен памятник.
В настоящее время в деревне Кимльен открыт мемориальный дом-музей Хо Ши Мина, расположенный примерно в 2 километрах от места, где стоял дом его родителей.

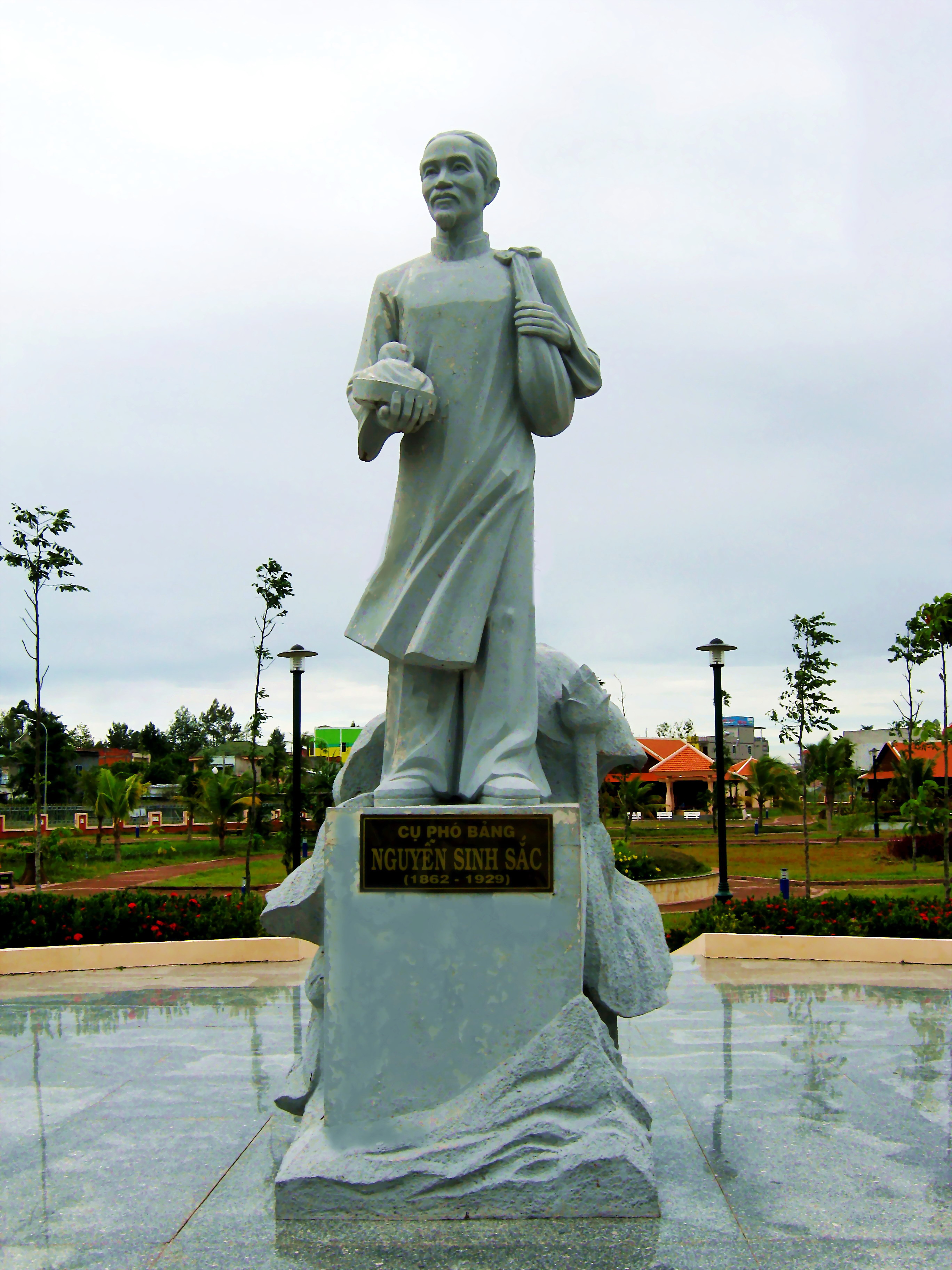
Памятник Нгуен Шинь Шаку в городе Каолань